# Planetoidy przecinające orbitę Marsa

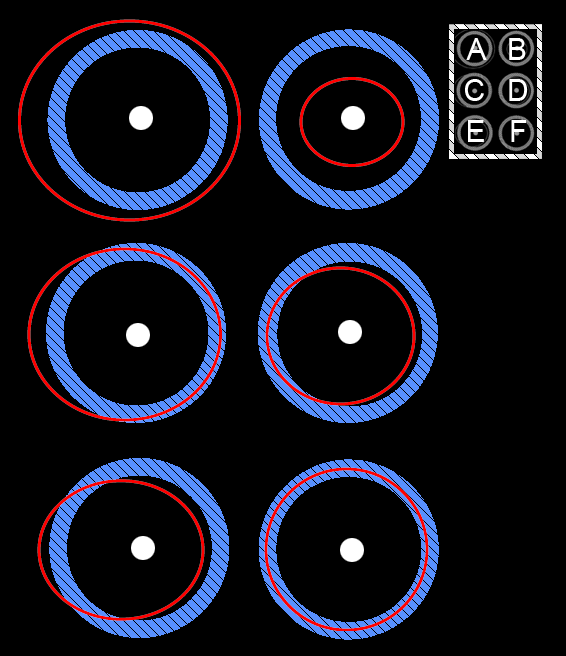
Orbity:
zewnętrzna – (A)
wewnętrzna – (B)
stykająca od zewnątrz – (C)
stykająca od wewnątrz – (D)
przecinająca – (E)
współorbitująca – (F)

Planetoida przecinająca orbitę Marsa – planetoida, której orbita przecina orbitę Marsa. Według stanu na 13 marca 2025 roku znanych było 27 875 takich obiektów, z czego 7297 miało nadane numery, a 276 było nazwanych. Lista wszystkich nazwanych i niektórych ponumerowanych obiektów z tej grupy znajduje się poniżej. Na liście znajdują się też wyjątkowe planetoidy:
- (5261) Eureka – jedyna nazwana planetoida trojańska Marsa
- (26677) 2001 EJ18 – jedyna numerowana planetoida współorbitująca z Marsem

Planetoidy przecinające orbitę zarówno Marsa, jak i Ziemi nie znajdują się na tej liście, ale w osobnych listach planetoid bliskich Ziemi.

## Lista nazwanych planetoid tej klasy
Lista według stanu z 2013 roku.
Uwagi: ¹ wewnętrzna; ² zewnętrzna.
1. (132) Aethra ²
2. (323) Brucia ² (w 2020 już nie należała do tej klasy)
3. (391) Ingeborg ²
4. (475) Ocllo ²
5. (512) Taurinensis ²
6. (699) Hela ²
7. (985) Rosina
8. (1009) Sirene ²
9. (1011) Laodamia ²
10. (1065) Amundsenia ²
11. (1131) Porzia ²
12. (1134) Kepler ²
13. (1139) Atami ²
14. (1170) Siva ²
15. (1198) Atlantis ²
16. (1204) Renzia ²
17. (1235) Schorria ²
18. (1293) Sonja ²
19. (1310) Villigera ²
20. (1316) Kasan ²
21. (1374) Isora ²
22. (1468) Zomba ²
23. (1474) Beira ²
24. (1508) Kemi ²
25. (1565) Lemaître ²
26. (1593) Fagnes ²
27. (1640) Nemo ²
28. (1656) Suomi ²
29. (1727) Mette ²
30. (1747) Wright ²
31. (1750) Eckert ²
32. (1951) Lick ¹
33. (2035) Stearns ²
34. (2044) Wirt ²
35. (2055) Dvořák ²
36. (2064) Thomsen ²
37. (2074) Shoemaker ²
38. (2077) Kiangsu ²
39. (2078) Nanking ²
40. (2099) Öpik ²
41. (2204) Lyyli ²
42. (2253) Espinette ²
43. (2335) James
44. (2423) Ibarruri ²
45. (2449) Kenos ²
46. (2577) Litva ²
47. (2629) Rudra
48. (2744) Birgitta ²
49. (2937) Gibbs ²
50. (2968) Iliya ²
51. (3040) Kozai ²
52. (3163) Randi ²
53. (3198) Wallonia ²
54. (3255) Tholen ²
55. (3267) Glo ²
56. (3270) Dudley ²
57. (3287) Olmstead ²
58. (3343) Nedzel ²
59. (3392) Setouchi ²
60. (3397) Leyla ²
61. (3401) Vanphilos ²
62. (3402) Wisdom ²
63. (3416) Dorrit ²
64. (3443) Leetsungdao ²
65. (3496) Arieso ²
66. (3581) Alvarez ²
67. (3635) Kreutz ²
68. (3674) Erbisbühl ²
69. (3737) Beckman ²
70. (3800) Karayusuf ²
71. (3833) Calingasta
72. (3854) George ²
73. (3858) Dorchester ²
74. (3873) Roddy ²
75. (3920) Aubignan ²
76. (4142) Dersu-Uzala ²
77. (4205) David Hughes ²
78. (4276) Clifford ²
79. (4435) Holt ²
80. (4451) Grieve ²
81. (4558) Janesick ²
82. (4775) Hansen
83. (4910) Kawasato ²
84. (4995) Griffin
85. (5038) Overbeek ²
86. (5066) Garradd ²
87. (5230) Asahina ²
88. (5246) Migliorini ²
89. (5251) Bradwood (w 2020 już nie należała do tej klasy)
90. (5261) Eureka – jedyny nazwany trojańczyk Marsa
91. (5275) Zdislava ²
92. (5349) Paulharris ²
93. (5392) Parker ²
94. (5407) 1992 AX - ma księżyc
95. (5585) Parks ²
96. (5621) Erb ²
97. (5641) McCleese ²
98. (5642) Bobbywilliams ²
99. (5649) Donnashirley ²
100. (5682) Beresford ²
101. (5720) Halweaver ²
102. (5738) Billpickering ²
103. (5817) Robertfrazer ²
104. (5870) Baltimore ²
105. (5892) Milesdavis
106. (5929) Manzano ²
107. (5999) Plescia ²
108. (6041) Juterkilian ²
109. (6042) Cheshirecat ²
110. (6130) Hutton
111. (6141) Durda ²
112. (6170) Levasseur ²
113. (6172) Prokofeana ²
114. (6183) Viscome ²
115. (6249) Jennifer ²
116. (6261) Chione ²
117. (6318) Cronkite
118. (6386) Keithnoll ²
119. (6411) Tamaga ²
120. (6446) Lomberg ²
121. (6485) Wendeesther ²
122. (6487) Tonyspear ²
123. (6500) Kodaira ²
124. (6523) Clube ²
125. (6564) Asher
126. (6585) O’Keefe ²
127. (6847) Kunz-Hallstein ²
128. (6909) Levison ²
129. (7002) Bronshten ²
130. (7079) Baghdad ²
131. (7096) Napier
132. (7267) Victormeen
133. (7304) Namiki ²
134. (7330) Annelemaître ²
135. (7345) Happer ²
136. (7369) Gavrilin ²
137. (7445) Trajanus ²
138. (7505) Furusho ²
139. (7604) Kridsadaporn
140. (7723) Lugger ²
141. (7747) Michałowski
142. (7778) Markrobinson ²
143. (7816) Hanoi ²
144. (7818) Muirhead ²
145. (8251) Isogai ²
146. (8256) Shenzhou ²
147. (8355) Masuo
148. (8444) Popovich ²
149. (8651) Alineraynal ²
150. (9082) Leonardmartin
151. (9551) Kazi ²
152. (9564) Jeffwynn ²
153. (9671) Hemera ²
154. (9969) Braille
155. (10051) Albee ²
156. (10295) Hippolyta
157. (10416) Kottler
158. (10502) Armaghobs ²
159. (10984) Gispen
160. (11152) Oomine
161. (11836) Eileen ²
162. (12008) Kandrup
163. (13551) Gadsden
164. (13920) Montecorvino
165. (14223) Dolby ²
166. (14309) Defoy ²
167. (15609) Kosmaczewski ²
168. (15673) Chetaev ²
169. (15790) Keizan ²
170. (16142) Leung ²
171. (16529) Dangoldin ²
172. (16588) Johngee ²
173. (16958) Klaasen
174. (17435) di Giovanni
175. (17493) Wildcat ²
176. (17640) Mount Stromlo ²
177. (17744) Jodiefoster ²
178. (18284) Tsereteli ²
179. (18398) Bregenz ²
180. (19080) Martínfierro
181. (19127) Olegefremov ²
182. (20037) Duke ²
183. (20187) Janapittichová
184. (21001) Trogrlic ²
185. (21104) Sveshnikov
186. (21966) Hamadori
187. (22168) Weissflog ²
188. (22385) Fujimoriboshi
189. (22449) Ottijeff
190. (24643) MacCready ²
191. (24654) Fossett ²
192. (26074) Carlwirtz ²
193. (26677) 2001 EJ18 – jedyna numerowana planetoida współorbitująca z Marsem
194. (26858) Misterrogers ²
195. (26879) Haines ²
196. (27657) Berkhey
197. (30767) Chriskraft
198. (30775) Lattu ²
199. (30785) Greeley ²
200. (30786) Karkoschka
201. (30963) Mount Banzan
202. (31098) Frankhill ²
203. (32890) Schwob ²
204. (32897) Curtharris ²
205. (33330) Barèges ²
206. (35056) Cullers
207. (39557) Gielgud
208. (39741) Komm ²
209. (42531) McKenna
210. (66458) Romaplanetario
211. (69260) Tonyjudt
212. (69311) Russ
213. (85119) Hannieschaft
214. (85185) Lederman
215. (88292) Bora-Bora
216. (100485) Russelldavies
217. (100553) Dariofo
218. (111661) Mamiegeorge
219. (120942) Rendafuzhong
220. (124192) Moletai
221. (132874) Latinovits
222. (172425) Taliajacobi
223. (183182) Weinheim
224. (205698) Troiani
225. (217257) Valemangano
226. (223633) Rosnyaine
227. (308306) Dainere
228. (315186) Schade